# Tràng Định
Tràng Định là một huyện biên giới nằm ở phía bắc thuộc tỉnh Lạng Sơn, Việt Nam.

## Địa lý
Huyện Tràng Định nằm ở phía bắc của tỉnh Lạng Sơn, nằm cách thành phố Lạng Sơn khoảng 63 km, cách thành phố Cao Bằng 61 km, cách trung tâm thủ đô Hà Nội khoảng 230 km, có vị trí địa lý:
- Phía đông giáp thành phố Sùng Tả thuộc tỉnh Quảng Tây, Trung Quốc với đường biên giới dài khoảng 51 km
- Phía tây giáp huyện Na Rì, tỉnh Bắc Kạn
- Phía nam giáp huyện Bình Gia và huyện Văn Lãng
- Phía bắc giáp huyện Thạch An, tỉnh Cao Bằng.

Huyện Tràng Định có diện tích 995 km², dân số năm 2019 là 59.827 người.

## Lịch sử
Vùng đất Tràng Định được biết đến đầu tiên với tên châu Thất Nguyên, đó là một trong 4 câu "ki mi" của Lạng Sơn mà sách Đại Việt sử ký toàn thư và Việt sử lược đã nhắc đến. Các châu ki mi này do các tù trưởng người dân tộc thiểu số cai quản, quan hệ với triều đình theo lối ràng buộc lỏng lẻo. Lúc bấy giờ tù trưởng các châu, Tô Mậu, Tây Bình,... đều họ Vy. Họ Nùng phần lớn ở các châu Thất Nguyên, Quảng Nguyên, Tư Lãng,...
Đầu thế kỷ 15, quân Minh xâm lược Đại Việt.
Tháng 4 năm 1407, Minh Thành Tổ hạ chiếu đổi làm quận Giao Chỉ. Tháng 6 cùng năm lập ra 15 phủ, phủ Lạng Sơn khi đó gồm 7 châu, 16 huyện. Châu Thất Nguyên gồm 6 huyện: Thoát, Dung, Pha, Thủy, Lãng, Bình, Cẩm.
Tháng 8 năm 1415 (năm Vĩnh Lạc thứ 13), sáp nhập huyện Cẩm vào huyện Uyên, huyện Tân Yên vào huyện Đơn Ba, huyện Như Ngao vào huyện Khâu Ôn, huyện Bôi Lan của châu Thượng Văn vào Bản Châu.
Năm Vĩnh Lạc thứ 17 (1419), sáp nhập huyện Thoát vào huyện Uyên, châu Hạ Văn vào châu Thượng Văn, châu Hạ Tư Lãng vào châu Thượng Tư Lãng. Phủ Lạng Sơn còn 6 châu và 11 huyện.
Đến thời nhà Lê, Sách Việt sử thông giám cương mục chú rằng: Năm Quang Thuận thứ 7 (1466) đặt Thừa tuyên Lạng Sơn, có 1 phủ và 7 châu, châu Thất Tuyền có 34 xã (Hồng Đức bản đồ).
Theo Đào Duy Anh trong Đất nước Việt Nam qua các đời thì thừa tuyên Lạng Sơn gồm 1 phủ và 6 châu, châu Thất Tuyền (vốn là châu Thất Nguyên, đời nhà Mạc vì húy Mạc Phúc Nguyên mới đổi làm Thất Tuyền).
Sách Tên làng xã Việt Nam (thuộc các tỉnh từ Nghệ Tĩnh trở ra) soạn đầu thời Nguyễn ghi: Xứ Lạng Sơn gồm 1 phủ, 7 châu, 44 tổng, 206 xã, trang, phố, chợ. Đó là phủ Trường Khánh, các châu: Ôn, Thoát Lãng, Văn Quan, Văn Uyên, Thất Tuyền, Lộc Bình, Yên Bác. Châu Thất Tuyền có 7 tổng: Hoa Sơn, Kim Tông, Nam Sơn, Bình Quân, Khánh Nham, Nghĩa Điềm, Nghiêm Lật và các phố Khách: Cẩu Pung, Bùng Ỏi, Tân Khư, Long Thịnh, Hoa Sơn. Các trại người Nùng phải nộp thuế bạc: Tham Đa, Bản My, Bản Cam, Khuổi Mô, Đào Ngân, Nà Trà, Yến Càn, Bằng Quân.
Năm 1831, trấn Lạng Sơn đổi thành tỉnh. Đặt chức Lạng Bình tuân phủ cai trị cả hai tỉnh Lạng Sơn và Cao Bằng, châu Thất Tuyền thuộc tỉnh Lạng Sơn.
Năm 1834, đổi ba châu Yên Bác, Văn Quan, Thất Tuyền thành ba huyện có tên tương ứng.
Năm 1836, tách 4 châu, huyện phía bắc phủ Tràng Khánh là: châu Văn Uyên, châu Thoát Lãng, huyện Văn Quan, huyện Thất Khê (lúc này Thất Tuyền đã được đổi thành Thất Khê) để thành lập phủ Tràng Định.
Phủ nha Tràng Định trước đặt ở xã Vĩnh Trại, châu Thoát Lãng.
Năm Thiệu Trị thứ 4 (1844) dời đến xã Đồng Đăng, châu Văn Uyên.
Sau đó, năm Tự Đức thứ 18 (tháng 1 năm 1865) lại dời về xã Lạc Dương, tổng Lạc Dương, huyện Thất Khê.
Thời vua Đồng Khánh, sách Đồng Khánh sắc chế ngự lãm ghi về lỵ sở phủ Tràng Định: Ở phía tây bắc tỉnh thành thuộc địa phận xã Lạc Dương, tổng Lạc Dương, huyện Thất Khê, nguyên dựa vào đồn cũ Lạc Dương để xây lỵ sở, bốn mặt có tường đất bao bọc, chu vi dài 146 trượng, cao 5 thước, ngoài trồng tre.
Khi lập phủ Tràng Định, Thất Khê lúc đó là huyện, năm Thiệu Trị thứ 1 (1841) đổi làm châu, có 7 tổng, 47 xã, phố. Sau đó lại đổi làm huyện.
Phủ Tràng Định do sách Đồng Khánh Sắc chế ngự lãm ghi: Phủ hạt kiêm lý huyện Thất Khê, thống hạt huyện Văn Quan, châu Văn Uyên và châu Thoát Lãng, 29 tổng, 153 xã, thôn, phố, quán. Trong đó có 125 xã người Tày, 18 xã người Nùng, 10 phố người Minh.
Phụng chiếu kiểm tra phủ hạt vào năm Tự Đức thứ 5 và thứ 20, nguyên tịch có 175 xã, phố. Bấy giờ bị bọn phỉ cướp phá lưu tán. Năm Tự Đức thứ 27 tra xét lại chỉ có 153 xã phố. Huyện Thất Khê có 8 tổng: Bằng Quân, Khánh Nham, Mỹ Điền, Lạc Dương, Nam Sơn, Đồng Phái, Tú Sơn, Nghiêm Lật. Trong đó:
- Tổng Bằng Quân có 7 xã, 1 phố: phố Nghiêu Phong và các xã Bằng Quân, Vĩnh Ân, Bình Kiều, Gia Hội, La Sơn, Chỉ Nghĩa, Khảo Bàn.
- Tổng Mỹ Điền có 4 xã: Mỹ Điền, Mỹ Huống, Lâm Lang, Trung Bật
- Tổng Khánh Nham có 5 xã: Khánh Nham, Vũ Lao, Bắc Bình, Cữu Dương, Đồng Luật
- Tổng Lạc Dương có 4 xã: Lạc Dương, Phi Mỹ, Mông Xá, Hoằng Liệt
- Tổng Nam Sơn có 4 xã: Nam Sơn, Mỹ Sơn, Vũ Lăng, Quan Oa
- Tổng Đồng Phái có 6 xã: Đồng Phái, Bình Lâm, Bình Cư, Gia Lộc, Tài Lương, Na Miên
- Tổng Tú Sơn có 4 xã: Tú SƠn, Quyền A, Vĩnh Điện, Chu Hắc
- Tổng Nghiêm Lật có phố Long Thịnh và 5 xã: Nghiêm Lật, Mậu Đốt, An Khuyến, Vĩnh Lại, Nông Đồn.

Cuối thế kỷ 19 - đầu thế kỷ 20, sáp nhập tổng Bắc Khê (gồm hai xã Cao Môn và Bắc Khê) từ châu Thạch An, tỉnh Cao Bằng vào châu Thất Khê, phủ Tràng Định.
Cơ cấu hành chính của tỉnh Lạng Sơn gồm 2 phủ và 7 châu, huyện được duy trì cho tới đầu thế kỷ XX. Nhưng trong khoảng thời gian không dài lắm (từ khi lập phủ Tràng Định), các đơn vị xã, phố cũng nhiều lần thay đổi. Sau đây là sự đối chiếu các tổng, xã năm 1890 với năm 1999. Việc đối chiếu này chỉ có tính tương đối bởi cương vực địa giới các tổng xã xưa và nay không hẳn trùng khớp nhau.
Tổng Bình Quân có 7 xã (không có tổng):
- Bình Quân (tục gọi là Nà Kiện), sau là xã Kim Đồng
- Vĩnh Ẩn (tục gọi Kéo Lậy), Gia Hội (tục gọi là Nà Noọng) và La Sơn (tục gọi là Lùng Khẩu), sau là xã Đề Thám
- Khảo Bàn (tục gọi là Nà Pục) và Chỉ Nghĩa (tục gọi Bản Mạy), sau thuộc xã Chi Lăng
- Bình Kiều (tục gọi là Pò Hội), sau thuộc xã Hùng Sơn.

Tổng Đồng Phái (sau này là xã Đại Đồng) có 6 xã:
- Đồng Phái (tục gọi Khôn Kính)
- Gia Phát (tục gọi Nà Bộc)
- Bình Lâm (tục gọi Bản Pò)
- Tài Lương (tục gọi gọi Nà Tại)
- Nà Niên (tục gọi Nà Sảng).

Tổng Lạc Dương có 2 xã:
- Lạc Dương (tục gọi Bản Trang), sau thuộc xã Chi Lăng
- Phi Mỹ (tục gọi Nà Phi), sau thuộc xã Tri Phương.

Tổng Tú Sơn (sau là một phần xã Hùng Sơn) có 4 xã:
- Tú Sơn (tục gọi Nà Chúa)
- Vĩnh Điện (tục gọi Bản Nhạn)
- Quyên A (tục gọi Bản A)
- Chu Hách (tục gọi Thâm Luông).

Tổng Nghiêm Lật có 5 xã:
- Nghiêm Lật (tục gọi Pò Tất), Nông Đôn (tục gọi Bản Nùng), An Khuyến (tục gọi Hàng Doỏng), Vĩnh Lại (tục gọi Bó Châm), sau là xã Quốc Khánh
- Mậu Đốt (tục gọi Bản Giống), sau thuộc xã Tri Phương.

Tổng Nam Sơn gồm 6 xã:
- Nam Sơn (tục gọi Bản Nằm), Mỹ Sơn (tục gọi Bản Trại), Quan Huề (tục gọi Bản Dung), Đồng Gia (tục gọi Nà Trà), sau là xã Kháng Chiến
- Vũ Lăng (tục gọi Bản Dồn) và Mỹ Thủy (tục gọi Bản Trang), sau thuộc xã Đội Cấn.

Tổng Mỹ Điền có 5 xã:
- Mỹ Điền (tục gọi Bản Thệ), sau thuộc xã Đào Viên
- Cụ Khánh (tục gọi Bản Cụ), sau thuộc xã Tân Minh
- Trung Bật (tục gọi Bản Bàng), sau là xã Quốc Việt
- Lâm Lang (tục gọi Bản Giốc), sau là xã Trung Thành
- Mỹ Khảm (tục gọi Bản Khánh), sau thuộc xã Tân Minh và xã Đào Viên.

Tổng Khánh Nham có 4 xã:
- Xã Khánh Nham (tục gọi Phủ Lan), xã Vũ Lao (tục gọi Bản Sào), Bắc Bình (tục gọi Nà Vũ), Cửu Dương (tục gọi Bằng Cường), sau thuộc xã Quốc Việt.

Từ năm 1885, thực dân Pháp lập ra Hội đồng hàng tỉnh, thành phần Hội đồng là những người đứng đầu các phủ châu nhưng không có thực quyền. Đứng đầu tỉnh là Tuần phủ Lạng Bằng (kiêm Lạng Sơn và Cao Bằng). Mỗi phủ, châu, huyện có tri phủ, tri châu, tri huyện. Mỗi tổng có chánh tổng, phó tổng. Mỗi xã có lý trưởng và phó lý.
Viên chức quan lại trong nha phủ Tràng Định (năm 1885) có 35 người trong tổng số 827 người trên cả tỉnh, gồm: Quyền nhiếp phủ 1 người, bang lý phủ vụ 1 người, lại mục 1 người, thông lại 2 người, lệ đinh 30 người.
Trong bài Tiểu dẫn về tỉnh Lạng Sơn của trung tâm lưu trữ quốc gia I có ghi: Năm 1902, Đạo quan binh Thất Khê được thành lập, đồng thời đạo quan binh Vạn Linh bị bãi bỏ. Mặc dù có sự thay đổi, châu Thất Khê vẫn tồn tại với một viên tri châu dưới quyền quan đạo, tạm thời đặt ở khu Cao Phong và một năm sau được đặt cố định ở phủ hiện nay. Đạo quan binh Thất Khê gồm châu Thất Khê, Bình Gia, Bắc Sơn cùng Thạch An, Phục Hòa (Cao Bằng). Năm 1906, đạo này bị bãi bỏ và thay vào một đại lý sở nhà binh gồm châu Thất Khê, Thoát Lãng, Bình Gia.
Tháng 4 năm 1907, bãi bỏ cấp phủ, còn lại 9 châu, cuối năm lại tái lập 2 phủ Tràng Khánh và Tràng Định.
Năm 1913, lại bỏ phủ, sau đó lập lại phủ Tràng Định.
Từ tháng 8 năm 1939 đến tháng 8 năm 1945, đặt 3 phủ và 7 châu (khi đó phủ tương đương châu) thuộc tỉnh Lạng Sơn; 3 phủ gồm: Tràng Định, Văn Uyên, Cao Lộc; 7 châu gồm: Lộc Bình, Thoát Lãng, Bình Gia, Bằng Mạc, Bắc Sơn, Đồng Mỏ, Điềm He.
Có 5 đại lý sở nhà binh ở 4 châu: Thất Khê, Na Sầm, Đồng Đăng, Lộc Bình và phố Bình Gia.
Ngày 23 tháng 9 năm 1925, quyền thống sứ Bắc Bộ, Y – Krautheinh đã cùng lúc ký Nghị định số 30431 thành lập thị xã Lạng Sơn và Nghị định số 3043I bis thành lập thị xã Thất Khê, gồm các phố: Bản Chang, Cốc Cưởm, Hang Đông, Nà Nghiều, Cao Phong và Đoỏng Moóc. Tuy nhiên thị xã Thất Khê không đủ điều kiện để phát triển như dự kiến, nên sau đó lại sáp nhập trở lại huyện Tràng Định.
Sau năm 1975, huyện Tràng Định thuộc tỉnh Cao Lạng, bao gồm thị trấn Thất Khê và 22 xã: Bắc Ái, Cao Minh, Chi Lăng, Chí Minh, Đại Đồng, Đào Viên, Đề Thám, Đoàn Kết, Đội Cấn, Hùng Sơn, Hùng Việt, Kháng Chiến, Khánh Long, Kim Đồng, Quốc Khánh, Quốc Việt, Tân Minh, Tân Tiến, Tân Yên, Tri Phương, Trung Thành, Vĩnh Tiến.. Và đến ngày 29 tháng 12 năm 1978, huyện Tràng Định thuộc tỉnh Lạng Sơn vừa được tái lập.
Ngày 1 tháng 1 năm 2020, giải thể xã Bắc Ái, sáp nhập 4 thôn: Pò Có, Khuổi Vai, Cốc Slầy, Pò Muổng của xã Bắc Ái vào xã Đề Thám, sáp nhập 6 thôn: Hang Dường, Kéo Sách, Pò Đoỏng, Khau Luông, Khuổi Chiếp, Khuổi Âu của xã Bắc Ái vào xã Kim Đồng.
Ngày 1 tháng 12 năm 2024, sáp nhập xã Vĩnh Tiến vào xã Khánh Long; giải thể xã Đại Đồng, địa bàn sáp nhập vào thị trấn Thất Khê và xã Đội Cấn..
Huyện Tràng Định có 1 thị trấn và 19 xã như hiện nay.

## Hành chính
Huyện Tràng Định có 20 đơn vị hành chính cấp xã trực thuộc, bao gồm thị trấn Thất Khê (huyện lỵ) và 19 xã: Cao Minh, Chi Lăng, Chí Minh, Đào Viên, Đề Thám, Đoàn Kết, Đội Cấn, Hùng Sơn, Hùng Việt, Kháng Chiến, Khánh Long, Kim Đồng, Quốc Khánh, Quốc Việt, Tân Minh, Tân Tiến, Tân Yên, Tri Phương, Trung Thành.

## Đặc sản
- Thạch sương sáo đen
- Vịt quay mác mật
- Mận Thất Khê, lê, quýt Kim Đồng
- Gạo thất khê